# Müjde Ar
Müjde Ar (Kâmile Suat Ebrem, 21 de junho de 1954 em Istambul) é uma actriz de cinema turca. Tem recebido vários prémios e nomeações ao longo da sua carreira, dos quais se destacam o "Golden Orange" no Festival de Cinema de Antália e o prémio à melhor actriz outorgado pela Associação de Críticos de Cinema de Turquia.

## Biografia

### Primeiros anos
É a filha mais velha do dramaturgo e compositor Aysel Gürel. Deixou a universidade aos vinte anos enquanto estudava literatura e língua alemã na Universidade de Istambul. Aos 21 anos casou-se com o produtor de televisão Samim Değer e começou a desempenhar funções como modelo antes de aparecer em produções cinematográficas de série B no seu país.

### Carreira
Depois de participar em quase uma centena de filmes entre as décadas de 1970 e 1980, o seu reconhecimento chegou em 1984 no filme de Yavuz Turgul Fahriye Abla (Irmã Fahriye). Fahriye Abla foi a adaptação cinematográfica do poema do mesmo nome de Ahmed Muhip Dranas.
A sua interpretação de uma mulher rebelde, moderna, sensual e independente nos seus filmes após Fahriye Abla foi muito bem recebida pela audiência turca. Nesse momento era considerada como uma revolução num cinema turco relativamente conservador, quando as mulheres interpretavam na sua maioria papéis de partilha. Ar converteu-se então num objecto de culto do cinema feminino e tomou a liderança de muitos filmes de renomeados directores turcos como Atıf Eılmaz, Halit Refiğ, Başar Sabuncu e Ertem Eğilmez. A sua filmografia inclui filmes como Dul Bir Kadın (Viúva), Dáğınık Yatak (Cama desordenada), Ahhh Belinda, Adı Vasfiye (Seu nome era Vasfiye), Asiye Nasıl Kurtulur (Quem salvará Asiye?), Asılacak Kadın (Mulher para pendurar), Teyzem (Tia), Karşıaşma (Encontro) e Ağır Roman (Ficção pesada).

## Plano pessoal
Desde os finais dos anos 1970 teve uma relação com o director de cinema Ertem Eğilmez. Em 1980 iniciou uma relação com o compositor Atilla Özdemiroğlu que prolongar-se-ia até 1995. Em 2005, Müjde Ar casou-se com o político Ercan Karakaş.

## Filmografia

### Cinema e televisão
- 2018 - Sahsiyet
- 2009 - Bozkirda Deniz Kabugu
- 2008 - Kilit
- 2006 - Kus dili (TV)
- 2005 - Egreti gelin
- 2003 - Serseri asiklar (TV)
- 2003 - Alacakaranlik (TV)
- 2000 - Karakolda ayna var (TV)
- 2000 - Komser Sekspir
- 2000 - Dar Alanda Kisa Paslasmalar
- 1997 - Agir Roman
- 1993 - Yolcu
- 1988 - Arabesk
- 1988 - Kaçamak
- 1987 - Afife Jale
- 1986 - Aaahh Belinda
- 1986 - Asilacak kadin
- 1986 - Kupa kizi
- 1986 - Vasif Öngören: Asiye nasil kurtulur
- 1986 - Teyzem
- 1985 - Adi Vasfiye
- 1985 - Çiplak Vatandas
- 1985 - Dul bir kadin
- 1984 - Daginik yatak
- 1984 - Fahriye Abla
- 1984 - Gizli duygular
- 1983 - Aile kadini
- 1983 - Ask adasi
- 1983 - Günesin tutuldugu gün
- 1983 - Salvar Davasi
- 1982 - Çirkinler de sever
- 1982 - Göl
- 1982 - Iffet
- 1981 - Ah güzel Istanbul
- 1981 - Deli kan
- 1981 - Feryada gücüm yok
- 1981 - Kir gönlünün zincirini
- 1979 - Aski ben mi yarattim
- 1979 - Lanet
- 1978 - Günesten de sicak
- 1978 - Kaybolan yillar
- 1978 - Sahit
- 1978 - Töre
- 1978 - Uyanis
- 1978 - Kibar Feyzo
- 1978 - Tokat
- 1977 - Nehir
- 1977 - Sarmasdolas
- 1977 - Tatli kaçik
- 1977 - Vahsi sevgili
- 1977 - Kizini dövmeyen dizini döver
- 1977 - Selâm dostum
- 1977 - Gülen Gözler
- 1977 - Tasra kizi
- 1976 - Adali kiz
- 1976 - Deli gibi sevdim
- 1976 - Gel barisalim
- 1976 - Maglup edilemeyenler
- 1976 - Öyle Olsun
- 1976 - Tosun Pasa
- 1975 - Babacan
- 1975 - Baldiz
- 1975 - Batsin bu dünya
- 1975 - Köçek
- 1975 - Pisi pisi
- 1974 - Ask-i memnu (TV)
- 1974 - Sayili kabadayilar[6]